# Ростоши (Оренбург)
Ростоши́ — микрорайон в Ленинском районе города Оренбурга, на восточной окраине города. Неподалёку от микрорайона находится управление 31-й ракетной армии Ракетных войск стратегического назначения.

## История
Микрорайон Ростоши был основан в 1990 году предприятием «Оренбурггазпром» в экологически чистом районе, на возвышенности у села Старые Ростоши за Нежинским шоссе на пути к аэропорту. В застраивающемся микрорайоне предусматривалось сооружение более 1500 коттеджей бизнес-класса.
Название села и микрорайона произошло от слова ростоша — уральская равнина, промытая весенней водой и разделяющая невысокие холмы (согласно толковому словарю В. И. Даля).
Возле микрорайона находится ручей Ростошь, дачный массив и зона отдыха «Ростоши», а в микрорайоне — парк «Ивушка» c обустроенными аллеями и прудами с фонтанами.

## Улицы
Главные и самые обустроенные в микрорайоне улицы: Цветной бульвар, Газпромовская, также есть улицы Берёзовая Ростошь, Долинная, Раздольная, Ростошинская, Садовое Кольцо, Николаева, Успенская, Черёмуховая и прочие.
В микрорайоне выделены велодорожки, летом 2012 года активисты Оренбурга стали собирать подписи под письмом главе города о выделении велодорожек на основных магистралях города, а не только в Ростошах.
|                |                                  |                  |
| Ледовый дворец | Бульвар по ул. Берёзовая Ростошь | в парке "Ивушка" |

## Экономика
Микрорайон имеет всю необходимую инфраструктуру, включая одни из лучших в стране гимназию № 4 и детский сад «Семицветик», поликлинику, спортивные объекты, торговый центр, отделение «Газпромбанка» и почты, станцию технического обслуживания автомобилей, автозаправки, прачечную «Белоснежка», АТС, прочие коммуникации. В 2011 году в микрорайоне открылся новый комплекс зданий и сооружений Управления Пограничной службы ФСБ России по Оренбургской области.

### Промышленность
В микрорайоне действует цех по розливу воды «Серебряная Льдинка». Имеется Медико-биологический научно-исследовательский центр по ожоговой терапии.

### Жилищно-коммунальное хозяйство
Микрорайоном управляют ООО «Наш городок» и управление по эксплуатации зданий и сооружений ООО «Газпром добыча Оренбург».

### Транспорт
В микрорайон ходит автобусный маршрут № 56 из центра города. До 28 февраля 2005 года действовал троллейбусный маршрут № 9.

## Спорт и туризм
В микрорайоне действует многофункциональный спортивный комплекс «Юбилейный» с бассейнами, волейбольной и баскетбольной площадками, теннисным кортом (с 1999 г.) и первый построенный в городе Оренбурге Ледовый Дворец на 300 зрителей (с 2002 г.). При комплексе «Юбилейный» работает ДЮСШ. Неподалёку действуют городской автомотодром.

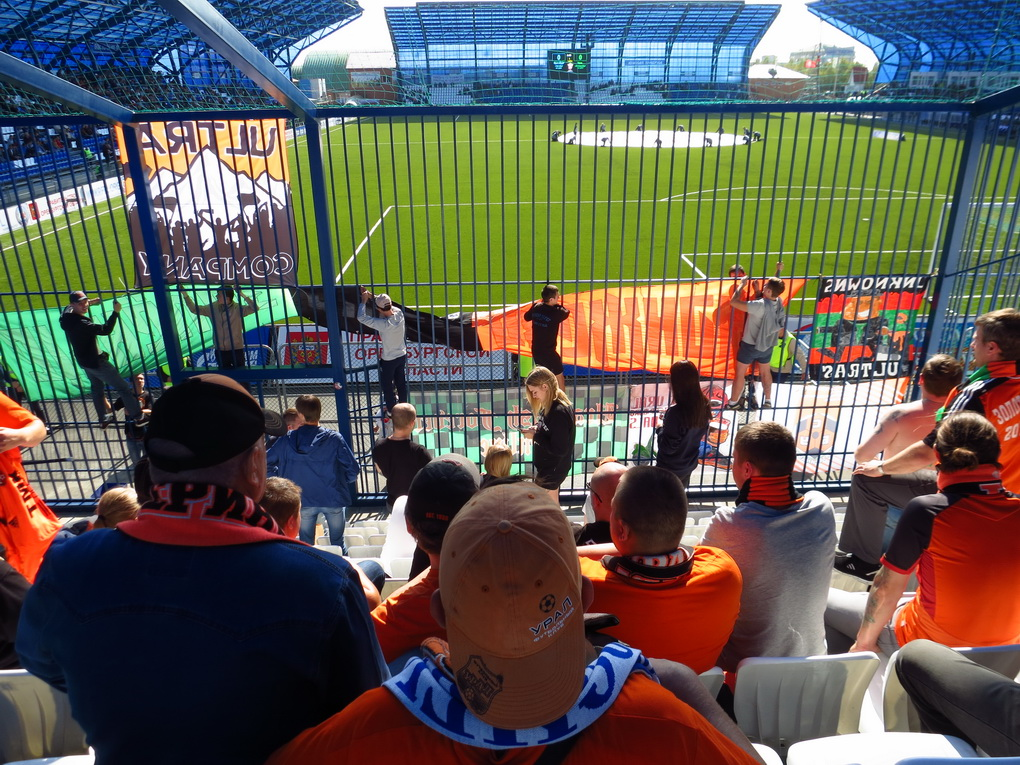
Стадион «Газовик», вид с гостевого сектора

В августе 2002 года был построен самый современный и оснащённый в городе комплекс стадиона (после реконструкции 2016 года вмещает 7 500 зрителей) и спортивных объектов «Газовик», который является домашней ареной и базой футбольного клуба «Оренбург».
В экопарке «Качкарский Мар» летом проводятся соревнования по спортивному ориентированию, зимой — по лыжным гонкам.
В микрорайоне находится двух-четырёхзвёздочная бизнес-гостиница «Ростоши».

## Религия
В микрорайоне расположен построенный в 2004 году храм Преподобного Сергия Радонежского высотой в 31 метр в византийском стиле с мраморной отделкой и цветной мозаикой.
В 2010 году в Ростошах была разоблачена тоталитарная секта «Оренбургский городской фонд самосовершенствования личности» — «Храм любви»